# Месје 65
Месје 65 (М65) је спирална галаксија у сазвежђу Лав која се налази у Месјеовом каталогу објеката дубоког неба.
Деклинација објекта је + 13° 5' 27" а ректасцензија 11h 18m 55,6s. Привидна величина (магнитуда) објекта М65 износи 9,2 а фотографска магнитуда 10,1. Налази се на удаљености од 12,713 милиона парсека од Сунца. М65 је још познат и под ознакама NGC 3623, UGC 6328, MCG 2-29-18, IRAS 11163+1322, CGCG 67-54, VV 308, ARP 317, PGC 34612.